# Campo Grande
För andra betydelser, se Campo Grande (olika betydelser).
Campo Grande är en stad och kommun i västra Brasilien och huvudstad i delstaten Mato Grosso do Sul. Kommunen har cirka 840 000 invånare.

## Historia
Campo Grande grundades av jordbrukare år 1877 under namnet Santo Antônio de Campo Grande och fick kommunrättigheter den 26 augusti 1899 då namnet även ändrades till Campo Grande. Staden blev huvudstad för delstaten Mato Grosso do Sul då den bröt sig ut ur Mato Grosso 1977 (officiellt bildades delstaten dock den 1 januari 1979).

## Administrativ indelning
Kommunen var år 2010 indelad i tre distrikt:
- Anhanduí
- Campo Grande
- Rochedinho

## Befolkningsutveckling
| Område              | Areal (km²)   | Invånarantal 1 augusti 2000 | Invånarantal 1 augusti 2010 | Invånarantal 1 juli 2014 |
| ------------------- | ------------- | --------------------------- | --------------------------- | ------------------------ |
| Kommun              | 8 092,95      | 663 621                     | 786 797                     | 843 120                  |
| Urban befolkning    | Ingen uppgift | 655 914                     | 776 242                     | Ingen uppgift            |
| ...varav centralort | Ingen uppgift | 654 299                     | 774 202                     | Ingen uppgift            |